# Vince Guaraldi
Vince Guaraldi (San Francisco, Califórnia, EUA, 17 de julho de 1928 - 6 de fevereiro de 1976), nascido Vincent Anthony Dellaglio, foi um músico norte americano. Pianista de jazz, conhecido por suas composições e arranjos inovadores e por compor músicas para trilha sonora do desenho animado dos Peanuts, inspirados nas tiras de Charles Schulz. Sua canção "Cast Your Fate to the Wind" de 1962, ganhou um Grammy de 1963 como melhor composição original de jazz.